# Martina Sester

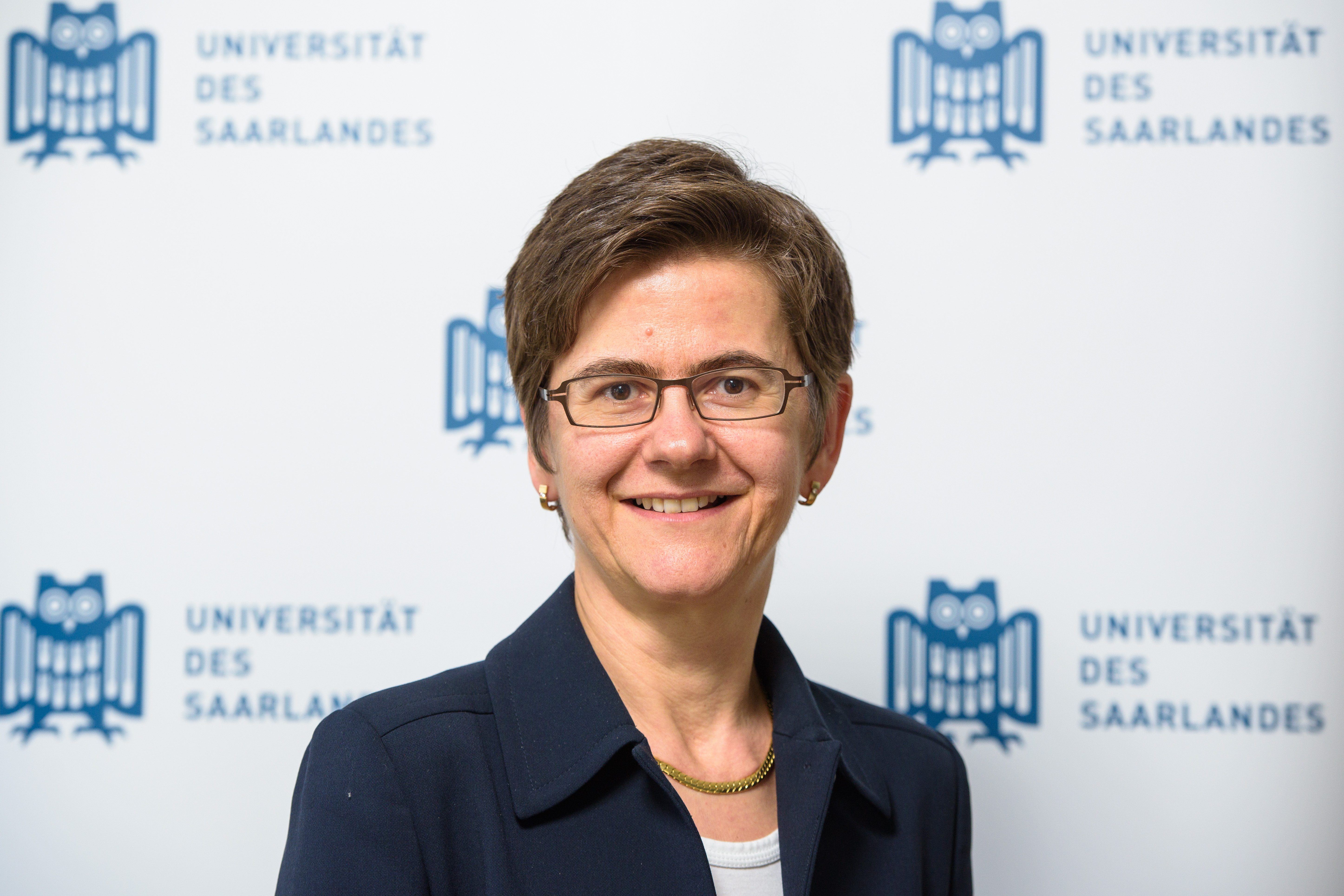
Prof. Martina Sester

Martina Sester ist Biologin, Professorin für Transplantations- und Infektionsimmunologie und Abteilungsleiterin des Instituts für Infektionsmedizin am Universitätsklinikum des Saarlandes sowie ehemalige Vizepräsidentin für Forschung und Technologietransfer der Universität des Saarlandes.
Sie verknüpft in ihrer Abteilung Grundlagen- mit klinischer Forschung und analysiert schwerpunktmäßig die Reaktion des Immunsystems auf Erreger wie das Humane Cytomegalievirus, das Tuberkelbazillus, Adenoviren oder HIV. Auch beschäftigt sie sich mit der Optimierung der Immunsuppression, etwa nach einer Organtransplantation.

## Werdegang
Martina Sester studierte von 1991 bis 1994 Biologie an der Albert-Ludwigs-Universität Freiburg und an der University of Sussex in Brighton. 1996 promovierte sie am Max-Planck-Institut für Immunbiologie in Freiburg mit einer Arbeit zu Proteinen eines Subtyps der Adenoviren.
Nach ihrer Promotion wechselte sie ans Universitätsklinikum des Saarlandes (UKS) in Homburg und leitete bis 2009 ein Forschungslabor mit dem Schwerpunkt Infektionsimmunologie und Immunmonitoring.
Vom Verein der Freunde der UKS wurde sie 1999 mit dem mit 10.000 € dotierten Forschungspreis zum Thema „Treffsichere Virus-Diagnostik nach Transplantationen“ ausgezeichnet.
2004 habilitierte sie sich und erhielt die Lehrbefugnis im Fach Experimentelle Medizin.
In Folge entwickelte sie zusammen mit einem Kollegen ein neues Immuntestverfahren bei Transplantationen. Testet wird mit dem Verfahren, ob das Abwehrsystem einer Patientin oder eines Patienten stark genug ist, um eine Infektion mit dem Cytomegalievirus zu bekämpfen, oder man mit Medikamenten gegen mögliche Komplikationen vorgehen muss. Hierzu wird das individuelle Verhältnis von Viruslast und Immunabwehr ermittelt. Das Verfahren wurde an der Universitätsklinik in die Routinediagnostik nach Organtransplantationen aufgenommen und bildete die Grundlage für weitere Forschungsprojekte auf dem Gebiet anderer bakterieller und viraler Infektionen und fand Eingang in über 100 Publikationen.
2009 wurde Martina Sester als Professorin für Transplantations- und Infektionsimmunologie am UKS berufen.
Neben ihrem akademischen Werdegang engagiert sich Martina Sester in den Gremien ihrer Universität. Sie war stellvertretende Prodekanin des Bereichs Klinische Medizin und ist seit 2014 stellvertretende Forschungsdekanin, Fakultätsgleichstellungsbeauftragte der Medizinischen Fakultät und Mitglied im Beirat des Exzellenzprogramms für Wissenschaftlerinnen.
Sie ist Mitglied in nationalen und internationalen Fachgesellschaften, so etwa im Lenkungsausschuss von TBNet, einem internationalen Tuberkulose-Netzwerk, für den Bereich Translationale Forschung. In der Transplantation Society, einer Forschungs-NGO zum Thema Transplantationsmedizin, arbeitete sie 2017 als Mitglied der CMV-Fachgruppe an den Leitlinien zum Umgang mit Zytomegalievirusinfektionen nach Organtransplantationen mit. Ferner ist sie Mitautorin weiterer medizinischer Leitlinien.
Im Jahr 2018 wurde sie für ihren Beitrag zur Bekämpfung der Tuberkulose bzw. der Verbesserung der Gesundheitsversorgung von Menschen, die von der Krankheit betroffen sind mit dem Memento Forschungspreis für vernachlässigte Krankheiten ausgezeichnet.
Ihr h-Index beträgt 52.

## Publikationen (Auswahl)
- Struktur-Funktions-Analyse des Adenovirus E3/19K Proteins: Charakterisierung der Interaktion mit MHC Klasse I Molekülen und dem 'Amyloid Precursor like Protein 2' (APLP2). (Dissertation 1997). Freiburg 1996.